# Harleshausen

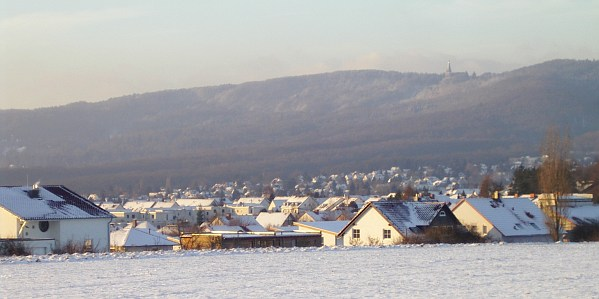
Blick über Kassel-Harleshausen zum Hohen Habichtswald mit Herkules, von Nordosten (2003)

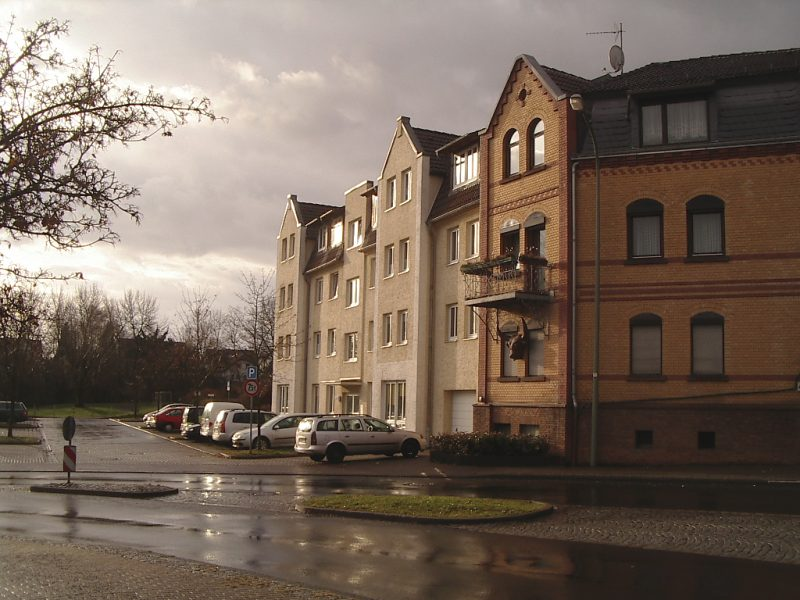
Wohnhaus an der scharfen Kurve der Wolfhager Straße (B 251) mit Ossenkobb, der unter dem Balkon hängt

Harleshausen ist der nordwestlichste Stadtteil der nordhessischen Großstadt Kassel (Deutschland).

## Geographie

### Lage in Kassel
Harleshausen grenzt im Nordosten an den Kasseler Stadtteil Jungfernkopf, zu dem der Geilebach teils die natürliche Grenze bildet. Im Osten schließt sich – jenseits des Kasseler DB-Ausbesserungswerks mit angegliedertem DB-Rangierbahnhof – Kassel-Rothenditmold an. Im Südosten und Süden grenzen an Harleshausen die Stadtteile Kirchditmold sowie im Süden und Südwesten – innerhalb des im Volksmund (nur) Habichtswald genannten Hohen Habichtswaldes – Bad Wilhelmshöhe.

### Nachbargemeinden
Im Uhrzeigersinn beginnend im Westen stoßen an Harleshausen: Im äußeren Westen grenzt der Stadtteil oberhalb vom Oberlauf der Ahne und der an diesem Bach stehenden und zu Ahnatal-Weimar gehörenden Gaststätte Ahnetal an die Gemeinde Habichtswald. Diese Grenze befindet sich westlich der im Habichtswald liegenden Erhebung Triffelsbühl; sie leitet in die Gemarkung des Habichtswalder Ortsteils Dörnberg über. Das dort an der Bundesstraße 251 gelegene ehemalige Schotterwerk, die Stätte der ehemaligen Igelsburg und der oberhalb davon befindliche Tagebaurestsee Silbersee gehören bereits zur Gemeinde Habichtswald. An der Nordgrenze vom Nordostauslauf des Habichtswaldes, etwa zwischen den Erhebungen Triffelsbühl, Firnskuppe und Lambert, stößt der Nordwesten und Norden des Stadtteils an das Gemeindegebiet von Ahnatal mit den Gemarkungen ihrer beiden Ortsteile Weimar und Heckershausen. Im Norden grenzt Harleshausen auf dem Osthang des Lambert unter anderem entlang dem Waidmannsweg auf wenigen hundert Metern Länge an das Gebiet der Kleinstadt Vellmar mit der Gemarkung des Ortsteils Obervellmar, wo die Harleshäuser Bebauung bei den am Vellmarer Osterberg (258,2 m) stehenden Wasserbehältern in Vellmarer Ackerflächen übergeht.

### Ortsbild
Der größte Teil des Harleshäuser Gebiets wird von weitläufigen und dicht bewaldeten Flächen des Habichtswaldes eingenommen; somit hat Harleshausen einen kleinen Anteil am Naturpark Habichtswald. Der eigentliche (östliche) Teil des Kasseler Stadtteils ist zumeist dicht bebaut, jedoch gibt es auch zwischen Wohngebietsteilen zahlreiche Wiesen- und Ackerflächen (z. B. das Feldlager).

### Berge, Erhebungen und Höhenlage
Innerhalb des Habichtswaldes liegen diese zu Harleshausen gehörenden Berge – sortiert nach Höhe in Meter (m) über Normalhöhennull (NHN):
- Elfbuchen (⊙; ca. 535 m), an Grenze zu Kassel-Bad Wilhelmshöhe, mit von Bäumen überragtem Elfbuchenturm (AT; Plattformhöhe: 551,3 m)[1]
- Hühnerberg (⊙; 496,0 m), nördlich vom Elfbuchen[2]
- Wurmberg (⊙; ca. 485 m), östlich vom Elfbuchen bzw. Wurmbergsattel (474,0 m)[2]
- Triffelsbühl (⊙; ca. 400 m), im äußersten Westen des zu Harleshausen gehörenden Gebiets (bei der B 251)[3]
- Firnskuppe (⊙; 313,9 m), Basaltkuppe zwischen Rasenallee und Harleshäuser Schwimmbad (Freibad)[2]
- Lambert (⊙; ca. 295 m), ostsüdöstlich der Firnskuppe, beim Ahnataler Hof Mondschirm[4]
- Kanzelküppel (⊙; ca. 290 m), südlich der Firnskuppe[4]
- Fuchsküppel (⊙; ca. 285 m), zwischen Kanzelküppel und Schwimmbad[4]
- Daspel (⊙; 255 bis 260 m), Südostausläufer des Fuchsküppel beim Schwimmbad; mit Daspel-Stube (Vereinshaus; Fußballplatz), Daspelhütte (Schutzhütte) und Feuerstelle (alljährlich veranstaltete Osterfeuer)[3]

Die niedrigste Stelle von Harleshausen liegt mit etwa 172,5 m Höhe auf der Wolfhager Straße unter den Drei Brücken; direkt östlich der Brücken befindet sich – bereits in Rothenditmold – der Abzweig der Angersbachstraße auf 172,2 m Höhe. An der Stelle, wo der auf der Grenze zum benachbarten Stadtteil Jungfernkopf fließende Geilebach in einem Tunnel unter dem Frasenweg und dem Kasseler DB-Ausbesserungswerk verschwindet, liegt das Stadtteilgebiet auf etwa 177 m Höhe; jenseits des DB-Werks verlässt der Bach, nun Döllbach genannt, den Tunnel in Rothenditmold auf rund 175 m Höhe.

### Gewässer
Harleshausen wird insbesondere vom Geilebach (Geile) durchflossen. Im äußersten, bewaldeten Westen des Stadtteils fließt die Ahne südlich der Gaststätte Ahnetal im Bereich des Habichtswaldes. In diesem Waldteil liegen zwei Stillgewässer: der Blaue See und das Erlenloch; am Blauen See, der das Quellgebiet des Geilebachs bildet, befindet sich die von dem documenta-Künstler Harry Kramer inszenierte Kasseler Künstler-Nekropole.

## Politik

### Ortsbeiratswahl
Die Wahlbeteiligung bei der Ortsbeiratswahl 2021 lag bei 55,1 %.
| Ortsbeiratswahl Harleshausen 2021Wahlbeteiligung: 55,1 % 3020100 29,3 %26,1 %24,2 %8,7 %7,9 %3,6 % GrüneSPDCDUFDPLinkeFWGewinne und Verlusteim Vergleich zu 2016 %p 8 6 4 2 0 −2 −4 −6 −8+7,5 %p−7,8 %p−1,3 %p−0,5 %p+7,9 %p−6,0 %pGrüneSPDCDUFDPLinkeFW | Sitzverteilung im Ortsbeirat Harleshausen 2021Insgesamt 11 Sitze - Linke: 1 - SPD: 3 - Grüne: 3 - FDP: 1 - CDU: 3 |

### Wahlen im Stadtteil
| Jahr | Wahl                        | Wbt.  | CDU  | SPD  | Grüne | AfD  | Linke | BSW | FDP  | FW  | Sonst. |
| ---- | --------------------------- | ----- | ---- | ---- | ----- | ---- | ----- | --- | ---- | --- | ------ |
| 2025 | Bundestagswahl              | 86,6  | 26,1 | 21,7 | 18,5  | 11,0 | 10,1  | 4,9 | 4,7  | 0,7 | 2,3    |
| 2024 | Europawahl                  | 69,5  | 26,4 | 19,4 | 20,4  | 8,1  | 3,7   | 4,8 | 5,9  | 1,0 | 10,3   |
| 2023 | Landtagswahl                | 70,1  | 32,0 | 18,1 | 21,9  | 10,8 | 5,2   | —   | 5,3  | 2,2 | 4,5    |
| 2021 | Bundestagswahl              | 80,9  | 20,7 | 29,5 | 22,0  | 4,9  | 5,3   | —   | 12,1 | 0,8 | 5,0    |
| 2021 | Ortsbeirat                  | 55,1  | 24,2 | 26,1 | 29,3  | —    | 7,9   | —   | 8,7  | 3,6 | —      |
| 2021 | Stadtverordnetenversammlung | 55,1  | 24,8 | 24,3 | 27,1  | 4,5  | 8,0   | —   | 7,5  | 1,9 | 1,91   |
| 2016 | Ortsbeirat                  | 54,9  | 25,5 | 33,9 | 21,8  | —    | —     | —   | 9,2  | 9,6 | —      |
| 2016 | Stadtverordnetenversammlung | 54,9  | 25,3 | 28,9 | 15,9  | 9,2  | 7,4   | —   | 8,0  | 4,3 | 1,12   |
| 2011 | Ortsbeirat                  | 53,5  | 31,1 | 34,7 | 26,4  | —    | —     | —   | 5,5  | —   | —      |
| 2011 | Stadtverordnetenversammlung | 53,6  | 29,3 | 33,3 | 24,1  | —    | 4,2   | —   | 4,2  | 1,8 | 2,23   |
| 2006 | Ortsbeirat                  | 46,6  | 36,6 | 36,1 | 20,0  | —    | —     | —   | 7,3  | —   | —      |
| 2001 | Ortsbeirat                  | k. A. | 38,4 | 29,9 | 23,4  | —    | —     | —   | 7,4  | —   | —      |

Fußnoten
1 2021: zusätzlich: Bienen: 1,3 %; PARTEI: 0,6 %

2 2016: zusätzlich: Piraten: 1,1 %

3 2011: zusätzlich: Piraten: 2,2 %; AUF-Kassel: 0,9 %

## Schutzgebiete
In den zum Habichtswald gehörenden Teilen des Harleshäuser Gebiets im Westen bis Nordwesten liegen Teile des Fauna-Flora-Habitat-Gebiets Habichtswald und Seilerberg bei Ehlen (FFH-Nr. 4622-302; 29,19 km² groß) und innerhalb des eigentlichen Stadtteils, unter anderem am Geilebach und seinem Kleinzufluss Kubergraben, solche des Landschaftsschutzgebiets Stadt Kassel (CDDA-Nr. 378517; 1995; 1983,86 km²).

## Geschichte

### Frühgeschichte
Die Geschichte Harleshausens beginnt mit einer neolithischen Siedlung In der Aue (Bandkeramiker). Funde und Hügelgräber aus der Bronzezeit (ca. 1500 v. Chr.) belegen, dass das Gebiet des heutigen Harleshausen bereits früh von Menschen besiedelt wurde. Derartige Hügelgräber gibt es unter anderem am zwischen der Firnskuppe und dem Harleshäuser Schwimmbad gelegenen Fuchsküppel.

### Mittelalter
Urkundlich wurde Harleshausen 1074 erstmals erwähnt. Ein Mann namens Ruothnc schenkte dem Kloster Hasungen eine Manse (7,5 ha). 1125 wurden die Ministerialen (Adlige) des Klosters Hersfeld auf der Kirchhofsburg erwähnt. Die Adligen, die 1399 den Rest ihres Besitzes verkauften, hatten auf dem burghofartigen Gelände auf dem Kirchhof eine Eigenkirche mit einem vom Gutsherrn angestellten Priester. Später wurde Harleshausen dem Kirchspiel Weißenstein mit Sitz in Kirchditmold zugeordnet, blieb aber politisch im nördlich gelegenen Amte Uff'r Ahna. In dem Amte bildete Harleshausen einen Schöppenstuhl zusammen mit Wolfsanger.

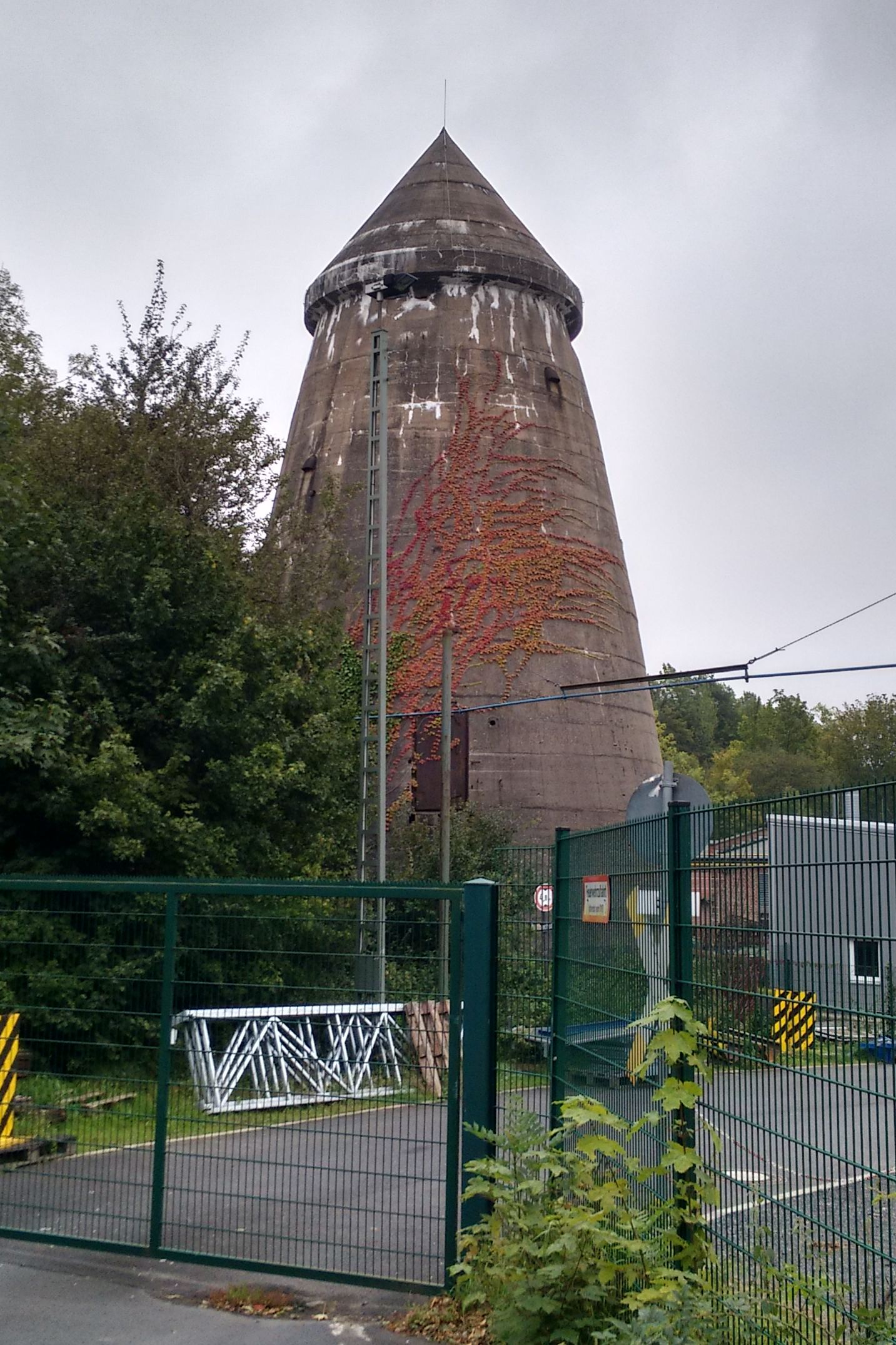
Hochbunker der Bauart Winkel

### Neuzeit

#### Ab 1600
1556 wird berichtet, in Harleshausen seien „viele Güter innen, gäben aber nichts davon“, das heißt, sie gäben der Kirche nichts ab. Ende Juli 1604 schlachteten die Harleshäuser einen herrschaftlichen Auerochsen des Landgrafen Moritz des Gelehrten von Hessen-Kassel. Die Gemeinde Harleshausen bezahlte 235 Jahre lang Strafe, bis 1839. Aus dieser Zeit rührt die Bezeichnung der Harleshäuser: Ossenköbbe (Ochsenköpfe) oder Harleshüser Ossen (Harleshäuser Ochsen). Dieses geschichtliche Ereignis inspirierte zum Ossengedicht: „Ein Urochs ging spatzmausen von Wilhelmshöh' nach Harleshausen. Und als er kam ins Lückenrod, da schlugen ihn die Harleshäuser tot.…“ Ergänzend zu diesem Gedichtauszug ist an einem steinernen Durchgang eines Waldwegs nahe der Firnskuppe „deshalb ein jedes Kind die Harleshäuser 'Ossen' nennt“. zu lesen.
1747, bei Erstellung des Lager-, Stück- und Steuerbuchs wurden in Harleshausen 304 Einwohner gezählt. Im Dreißigjährigen (1618–1648) und im Siebenjährigen Krieg (1756–1763) erlitt das Dorf schwere Zerstörungen. Im Siebenjährigen Krieg wurde unter anderem der Turm der ehemaligen Kirche auf dem Kirchhof zerstört. Ab dem 18. Jahrhundert wurde Harleshausen nach Kirchditmold eingepfarrt.

#### 19. Jahrhundert
Im 19. Jahrhundert wuchs die Bevölkerung erheblich an. 1880 kam Bürgermeister Martin Homburg ins Amt (bis 1904), der die Verkoppelung (1882–1902) durchführte. Ihm folgte Bürgermeister Wilhelm Führer (1904–1928), unter dessen Leitung Harleshausen eine eigene evangelische Kirche bekam. Daneben wurde mit dem Bau der neuen Schule ein neues Zentrum geschaffen. Das Ortsbild von Harleshausen wurde in dieser Zeit entscheidend geprägt.
Schon 1848 verlief die Bahnstrecke Kassel–Warburg durch das heutige Gebiet von Harleshausen. Erst Anfang des 20. Jahrhunderts wurde ein Bahnhofsgebäude errichtet, so dass der Ort einen eigenen Haltepunkt bekam; die heutigen Bahnsteiggestaltungen stammen im Kern von 1970.

#### 20. Jahrhundert
Am 15. März 1908 wurde die im neugotischen Stil erbaute Erlöserkirche (evangelisch) mit einem 49,5 m hohen Turm fertiggestellt; 1958 wurde sie durch ein unmittelbar angebautes Gemeindehaus ergänzt.
Um 1930 hatte Harleshausen mehr als 4000 Einwohner.
1936 wurde Harleshausen als Stadtteil nach Kassel eingemeindet und verlor dabei etwa 70 ha Fläche an Ober- und Niedervellmar.
1957 wurde die katholische Kirche Herz Mariae eingeweiht.
Von 1979 bis 1980 wird die Sporthalle Harleshausen an der Wolfhager Straße (B 251) errichtet.
Harleshausen wurde 1980 innerhalb der Stadt Kassel neu zugeschnitten, so dass das Gebiet Jungfernkopf als eigener Stadtteil abgetrennt wurde, Harleshausen aber immer noch einer der großen Kasseler Stadtteile ist.
2014 wurde der im Ortskern liegende Ossenplatz eingeweiht.

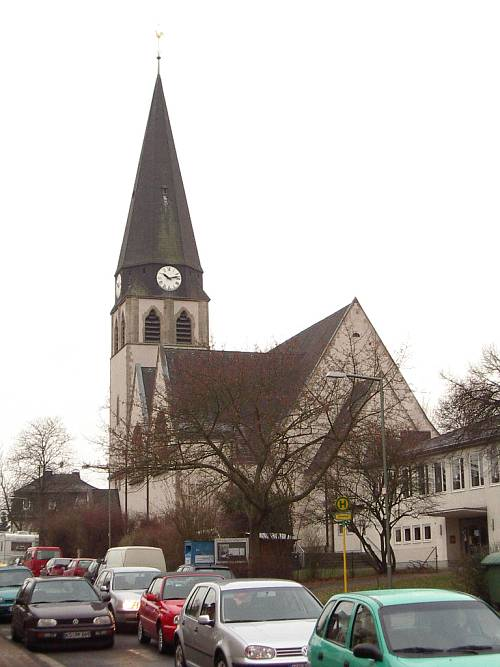
Erlöserkirche

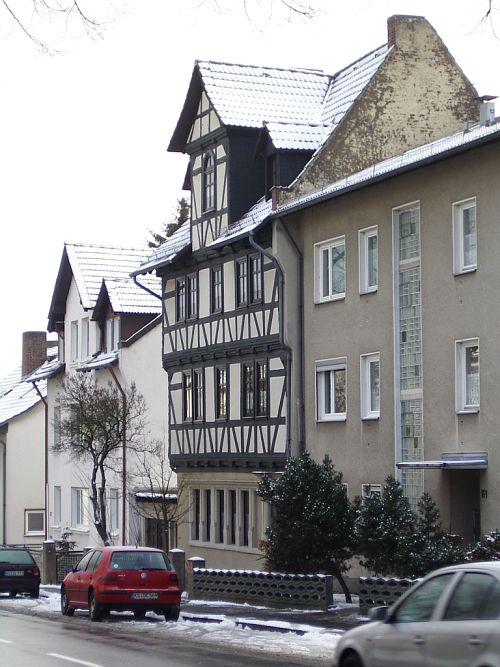
Fachwerkhaus aus dem 16. Jahrhundert an der Ahnatalstraße

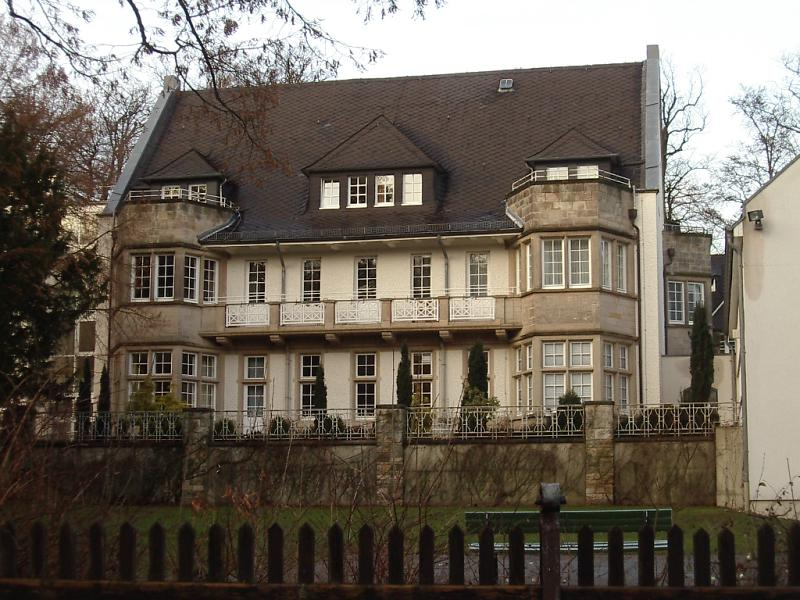
Elena-Klinik (Villa/Hauptgebäude)

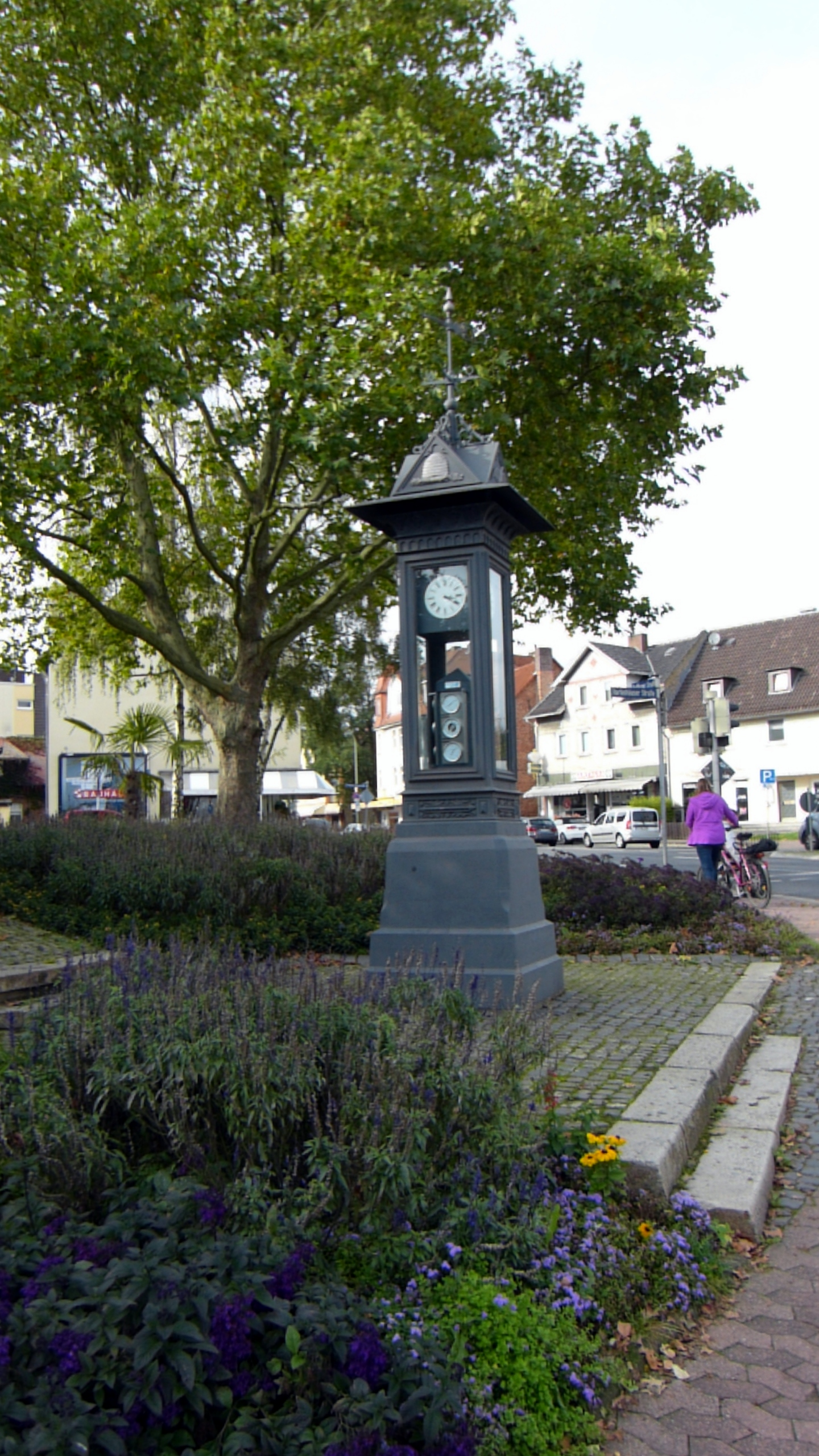
Uhrtürmchen: Kreuzung Wolfhager mit Harleshäuser und Helmarshäuser Straße

## Bauwerke, Uhrtürmchen, Ossenbrunnen

### Kirchen
Kirchenbauwerke in Harleshausen sind die nahe dem Ortskern an der Karlshafener Straße stehende Erlöserkirche (ev.; 1908), die an der Kreuzung von Ahnatalstraße und Harleshäuser Straße befindliche Kirche Herz Mariae (kath.; 1957; siehe jeweils auch Abschnitt Ab 1800) und die an der Wolfhager Straße nahe dem Haroldplatz stehende Neuapostolische Kirche. Direkt südlich der Straße Blumenäckerweg, die Teil der Grenze von Harleshausen zu Kirchditmold ist, steht im zuletzt genannten Stadtteil die 1963 bis 1965 erbaute Paul-Gerhardt-Kirche (ev.), deren Gemeindegebiet sich jedoch auch auf Harleshäuser Gebiet erstreckt.

### Fachwerkhäuser
Vielerorts im Ortskern stehen Fachwerkhäuser. 1901 wurde das rechts abgebildete Fachwerkhaus aus dem 16. Jahrhundert in der Kasseler Altstadt sorgfältig abgetragen und in Harleshausen auf einem massiven Erdgeschoss an der Ahnatalstraße wieder aufgebaut. Aufgrund dessen ist es das einzige Fachwerkhaus der Altstadt, das den Luftangriff auf Kassel am 22. Oktober 1943 im Zweiten Weltkrieg überstanden hat. Das westlich benachbarte Haus wurde vermutlich in den 1970er Jahren errichtet.

### Elena-Klinik
Am Straßenzug von Klinikstraße, einer südlichen Seitenstraße der Ahnatalstraße, und Im Lückenrod befindet sich an der Ecke zur Straße An den Rehwiesen seit 1937 die zu den Paracelsus-Kliniken gehörende Elena-Klinik. Ihr Hauptgebäude wurde 1910/1911 nach Plänen von Hermann Muthesius im englischen Landhausstil mit parkähnlicher Gartenanlage errichtet; ursprünglich war es kein Klinikgebäude, sondern die Villa Strombeck des Freiherrn Ernst von Strombeck. Die Klinik beherbergt ein Neurologisches Akutkrankenhaus – Zentrum für Parkinson-Syndrome und Bewegungsstörungen.

### Uhrtürmchen
Mitten auf der Kreuzung der Wolfhager Straße mit dem Straßenzug Harleshäuser Straße–Helmarshäuser Straße wurde Anfang des 20. Jahrhunderts das Uhrtürmchen errichtet. Als Harleshäuser Wahrzeichen überlebte es beide Weltkriege. Neben der Uhrzeit informierte es auch über den Fahrplan der Züge des Harleshäuser Bahnhofs. Beim Kreuzungsumbau von 1959 verschwand das Türmchen. Anhand vorhandener Fotos wurde es liebevoll nachgebaut und 1985 an der Südwestecke der Kreuzung aufgestellt. Seit 2012 zeigt es neben der Uhrzeit im Rahmen einer kleinen Wetterstation die Temperatur und Luftfeuchtigkeit sowie den Luftdruck an.

### Ossenbrunnen
1979 wurde im Ortskern am Abzweig der Straße Am Kirchhof von der Grebenstraße der Ossenbrunnen errichtet, der den Kopf eines Ochsen aufweist und vom Vellmarer Steinmetz Uwe Kunze angefertigt wurde. Dort befand sich früher der Kirchhof mit einer Kapelle; Besitzer waren die 1074 erwähnten Mansen-Schenker aus dem Kloster Hasungen. Im Siebenjährigen Krieg wurde die Kapelle zerstört, sodass Harleshausen kein Kirchengebäude mehr hatte.

## Verkehr und Wandern

### Straßen und Plätze

#### Wolfhager Straße (B 251)
Durch Harleshausen führt als Teil der Bundesstraße 251 insbesondere die Wolfhager Straße. Die von Brilon unter anderem durch Willingen und Korbach verlaufende Straße führt nach der Anschlussstelle Zierenberg der Bundesautobahn 44 etwa nach Osten durch die Habichtswalder Ortsteile Dörnberg und Ehlen sowie durch den Habichtswald nach Harleshausen. Nach Kreuzen (291,6 m) der Rasenallee und anschließendem Überbrücken (230 m) des Geilebachs beim Harleshäuser Schwimmbad führt sie diagonal in Nordwest-Südost-Richtung durch den Ortskern (Ossenplatz; 215 m) und anschließend über die Brücke (201 m) am Bahnhof Harleshausen (Bahnstrecke Kassel–Warburg); diese von 1969 stammende Brücke wurde von 2017 bis 2019 umfangreich saniert. Kurz darauf unterquert sie viele Eisenbahnbrücken (Drei Brücken; 172,2 m), auf denen Teile des Kasseler DB-Rangierbahnhofs liegen und über die unter anderem die Schnellfahrstrecke Hannover–Kassel–Würzburg führt. Fortan verläuft sie ostwärts durch Kassel-Rothenditmold, wo sie zweimal den Döllbach (im Oberlauf Geilebach genannt) überquert, und dann weiter zum nordnordöstlich der Innenstadt (Kassel-Mitte) gelegenen Holländischen Platz, wo die Wolfhager Straße und zugleich die B 251 gegenüber der Universität Kassel endet. Von dort besteht über einen gemeinsamen Abschnitt der Bundesstraßen 7 und 83, der über die Hafenbrücke (Fulda) führt, und teils auf daran anschließenden Straßen (wie der Dresdener Straße) Anbindung zu den Anschlussstellen Kassel-Nord der A 7 und Kassel-Waldau der A 49.

#### Weitere Straßen

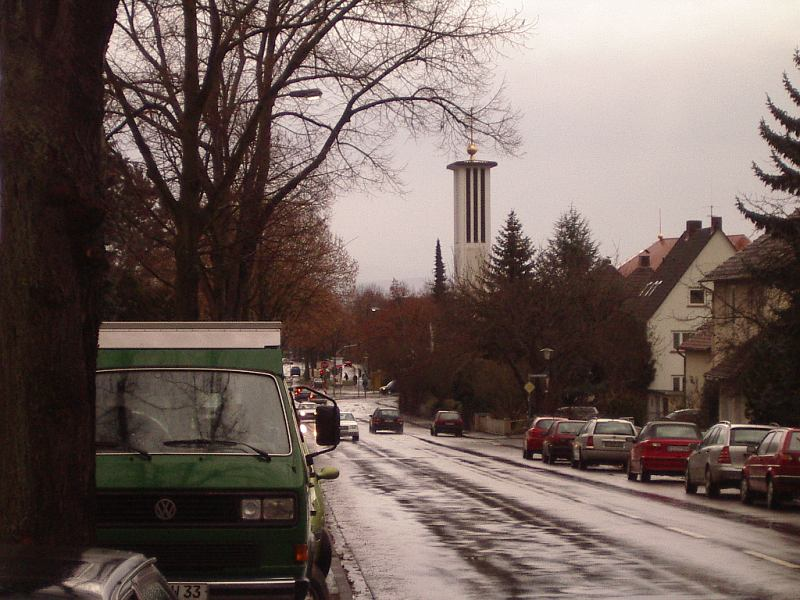
Ahnatalstraße nach Osten mit Turm der Kirche Herz Mariä

Geschichtlich bedeutsam, aber heute nur noch eingeschränkt als Durchfahrt genutzt, sind der Wilhelmshöher Weg (von der Wolfhager Straße südlich der Ortsmitte die Ahnatalstraße kreuzend, die Hessenschanze östlich passierend und schließlich nach Bad Wilhelmshöhe führend) und die Eschebergstraße (in der scharfen Kurve der Wolfhager Straße als Verbindung zur Rasenallee nach Westen abzweigend).
An der Kreuzung am Uhrtürmchen zweigt von der Wolfhager Straße die verkehrsreiche Harleshäuser Straße nach Kassel-Kirchditmold ab; daran anschließend führen ineinander übergehend die Loßberg- und Heßbergstraße zum Bahnhof Kassel-Wilhelmshöhe. Am Ossenplatz (gegenüber dem ehemaligen Café Bachmann) zweigt die im Ortskern eher schmale, den Geilebach überbrückende und ebenfalls viel befahrene Obervellmarer Straße nach Vellmar ab. Weniger befahren ist die breite Ahnatalstraße, die vom Haroldplatz an der B 251 die Harleshäuser Straße kreuzend und letztlich steil aufwärts zur Rasenallee führt. Letztere stellt entlang dem Osthang des Habichtswaldes und etwa an der Bebauungsgrenze von Harleshausen verlaufend die Verbindung von Bad Wilhelmshöhe durch die Gemeinde Ahnatal zum Schloss Wilhelmsthal in Calden her; von dort führen weitere Straßen zum Flughafen Kassel-Calden.
Seit dem Jahr 2007 werden Stück für Stück alle Ampelanlagen in Harleshausen erneuert und die Fußgängerampeln mit ostdeutschen Ampelmännchen bestückt. Eine Sonderform der Ampelmännchen findet sich an einer Ampelanlage in der Harleshäuser Straße, wo das ostdeutsche Ampelmännchen in Verbindung mit dem westdeutschen Fahrrad dargestellt ist.

#### Ossenplatz mit Ossendenkmal

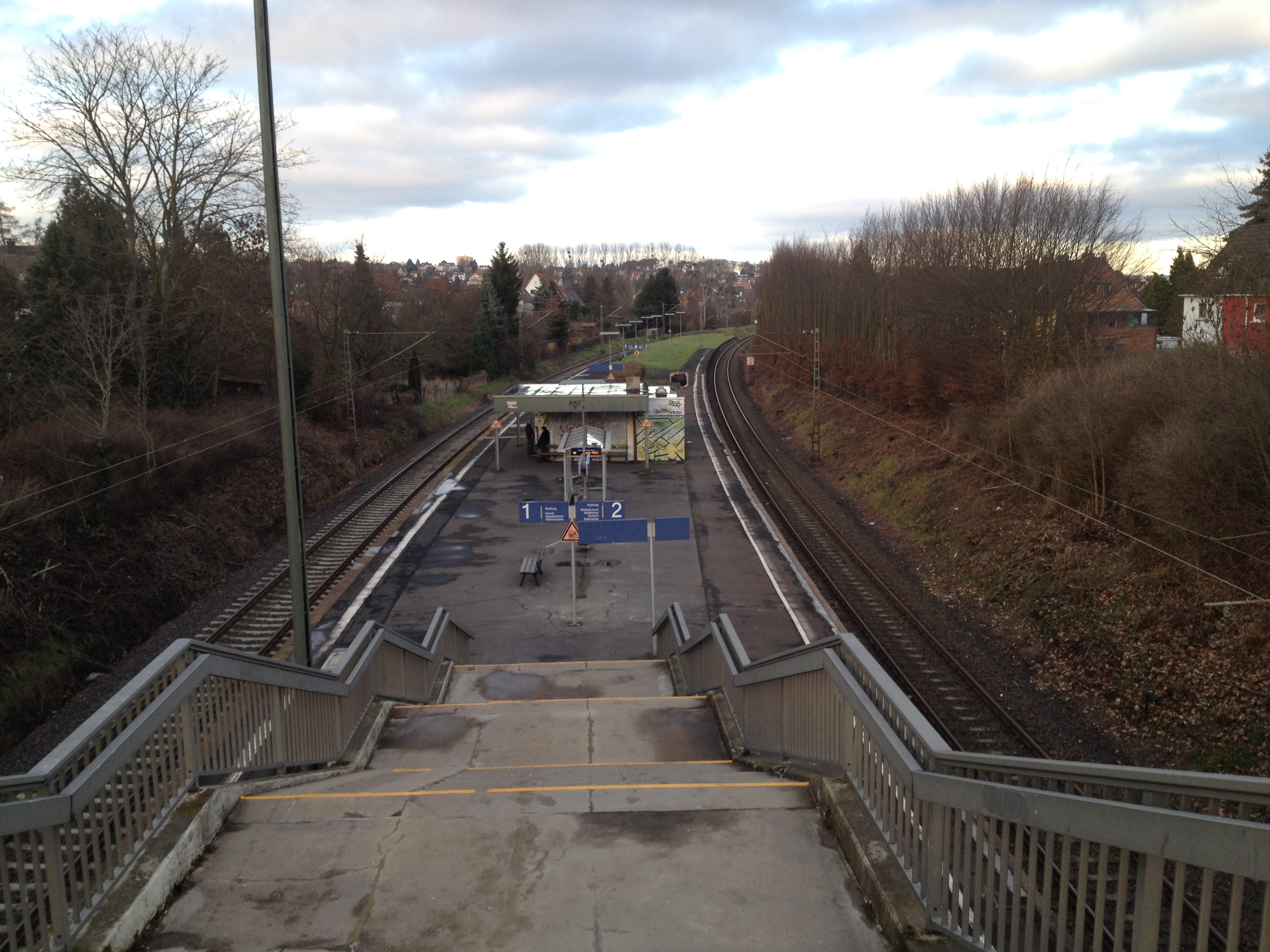
Bahnhof Harleshausen an der Harleshäuser Kurve; Blick von einer Brücke der Wolfhager Straße (B 251)

Der Ossenplatz liegt an der Südwestecke der Kreuzung (ca. 215 m) der Wolfhager Straße (B 251) mit dem Straßenzug Karlshafener Straße–Obervellmarer Straße (L 3234). Er wurde am 13. Dezember 2014 als Stadtteilplatz eingeweiht. Den offiziellen Platznamen beschloss der Ortsbeirat – nach einer Befragung der Ossen genannten Harleshäuser und auf Vorschlag des Kasseler Magistrats – in seiner Sitzung vom 4. März 2015. Die Platztaufe fand im Rahmen eines Frühlingsfestes am 20. März 2015 statt. Auf dem Platz steht das für dessen Erstanlegen entworfene Ossendenkmal, das nach der Idee der Künstlerin Karin Bohrmann-Roth angefertigt wurde. Die an den Außenseiten der modern gestalteten Stele abgebildete Szene stellt die Schlachtung des im obigen Abschnitt Ab 1600 erwähnten herrschaftlichen Auerochsen (1604) dar. Am Platzrand wurde im Herbst 2015 eine Informationstafel zum auch Ossenstele genannten Denkmal aufgestellt. Auf dem Platz findet, „erstmalig in Harleshausen“, seit 2. Oktober 2015 ein Wochenmarkt statt, und erstmals wurde dort am 18. Dezember 2015 ein Weihnachtsmarkt durchgeführt.

### Bus und Bahn
Mit den Buslinien 10, 11 und 14 der KVG und den Linien RT1 und RT4 der RegioTram Kassel (mit dem Haltepunkt Kassel-Harleshausen an der Bahnstrecke Warburg–Kassel) ist Harleshausen in den Öffentlichen Personennahverkehr (ÖPNV) eingebunden.
| Linie | Verlauf | Takt                                           |
| ----- | --- | ---------------------------------------------- |
| RT1   | Hofgeismar-Hümme – Hofgeismar – Grebenstein – Immenhausen – Espenau-Mönchehof – Vellmar-Obervellmar – Vellmar-Osterberg/EKZ – Kassel Jungfernkopf – Kassel-Harleshausen – Kassel-Kirchditmold – Kassel Hbf (tief) – Scheidemannplatz – Wilhelmsstraße/Stadtmuseum – Rathaus/Fünffensterstraße – Rathaus – Friedrichsplatz – Königsplatz – Am Stern – Holländischer Platz/Universität – Halitplatz – Hauptfriedhof – Wiener Straße – Holländische Straße Stand: Fahrplanwechsel Dezember 2021                                                                             | 30 min (werktags) 60 min (sonn-/feiertags)     |
| RT4   | Wolfhagen – Altenhasungen – Oberelsungen – Zierenberg-Rosental – Zierenberg – Fürstenwald – Ahnatal-Weimar – Ahnatal-Heckershausen – Ahnatal-Casselbreite – Vellmar-Obervellmar – Vellmar-Osterberg/EKZ – Kassel Jungfernkopf – Kassel-Harleshausen – Kassel-Kirchditmold – Kassel Hbf (tief) – Scheidemannplatz – Wilhelmsstraße/Stadtmuseum – Rathaus/Fünffensterstraße – Rathaus – Friedrichsplatz – Königsplatz – Am Stern – Holländischer Platz/Universität – Halitplatz – Hauptfriedhof – Wiener Straße – Holländische Straße Stand: Fahrplanwechsel Dezember 2021 | 60 min 30 min (Zierenberg–Holl. Str. werktags) |

Weiterhin fahren im Rahmen des ÖPNV ein Anrufsammeltaxi (AST) von der Rasenallee bis Ahnatalstraße und die Buslinie 110 von Wolfhagen herkommend.

### Wandern

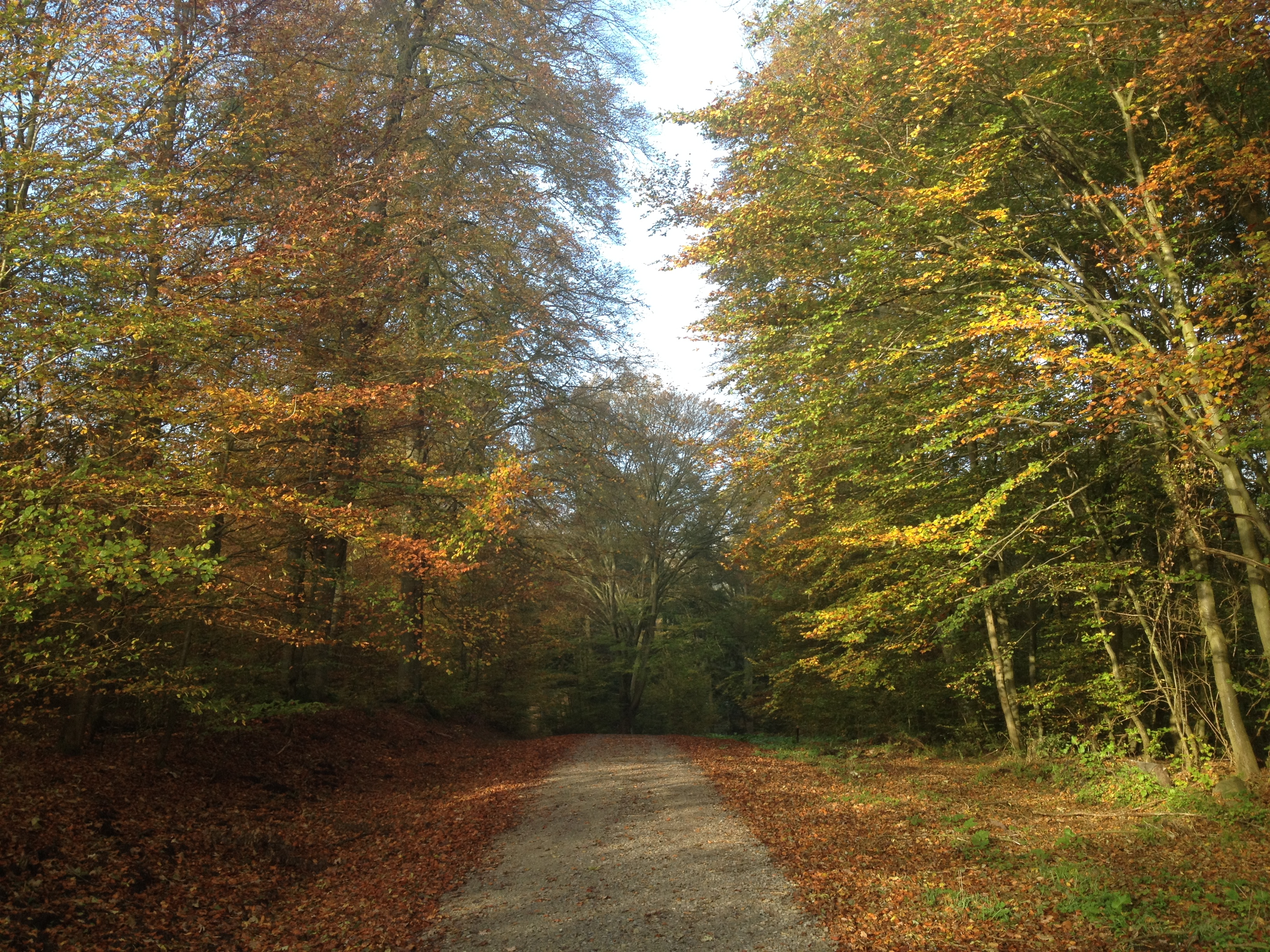
Fulda-Diemel-Weg / Alte Wolfhager Straße im Hohen Habichtswald

Durch den äußeren Westen des im Habichtswald gelegenen Gebiets von Harleshausen führt bei der alten Gaststätte Ahnetal – im Abschnitt zwischen dem Ahnataler Ortsteil Weimar und dem Hohen Dörnberg – entlang der B 251 und diese kreuzend der Nebenweg der Etappen 27 bis 29 des Märchenlandwegs. Zwischen diesem Berg und der Hessenschanze in Kassel-Kirchditmold verläuft teilweise auf der Alten Wolfhager Straße der dieselbe Gaststätte passierende Fulda-Diemel-Weg, der zwischen den im Wald liegenden Tagebaurestseen Erlenloch und Blauer See in Quellnähe den Geilebach überquert. Entlang diesem Bach gibt es vielerorts Spazierwege. Nahe der Rasenallee liegt ein Blindenpfad.